# Mięsień dwubrzuścowy

Mięsień dwubrzuścowy

Mięsień dwubrzuścowy (łac. musculus digastricus) – w anatomii człowieka jeden z mięśni szyi, parzysty i składający się z dwóch brzuśców, należący do grupy mięśni nadgnykowych. Jest antagonistą mięśni żucia – opuszcza żuchwę przy ustalonej kości gnykowej. Jeśli żuchwa jest ustalona w położeniu uniesionym, mięsień ten unosi kość gnykową. Działając samodzielnie brzuśce: przedni i tylny, przesuwają dodatkowo kość gnykową odpowiednio do przodu lub do tyłu.
Mięsień składa się z brzuśców: przedniego i tylnego (łac. venter anterior, venter posterior). Brzusiec tylny zaczyna się we wcięciu sutkowym kości skroniowej, przedni zaś w dole dwubrzuścowym żuchwy. Oba brzuśce łączy ścięgno pośrednie (łac. tendo intermedius), przytwierdzone do kości gnykowej.
Unaczyniony przez gałęzie tętnicy szyjnej zewnętrznej. Brzusiec tylny (podobnie jak mięsień rylcowo-gnykowy) przez tętnice: potyliczną i uszną tylną, natomiast brzusiec przedni przez tętnicę podbródkową (gałąź tętnicy twarzowej). Unerwienie obu brzuśców jest różne, ze względu na ich odmienne pochodzenie. Brzusiec przedni pochodzi z pierwszego łuku skrzelowego, unerwiony jest zatem przez gałąź nerwu trójdzielnego: nerw żuchwowo-gnykowy, od nerwu żuchwowego. Z kolei brzusiec tylny pochodzi z łuku drugiego, w związku z czym gałęzie unerwiające go pochodzą od nerwu twarzowego, a nieraz też od nerwu językowo-gardłowego.